# Phrynocephalus przewalskii
Phrynocephalus przewalskii là một loài thằn lằn trong họ Agamidae. Loài này được Strauch mô tả khoa học đầu tiên năm 1876.